# Santa Rosa de Lima (Miniserie de televisión)

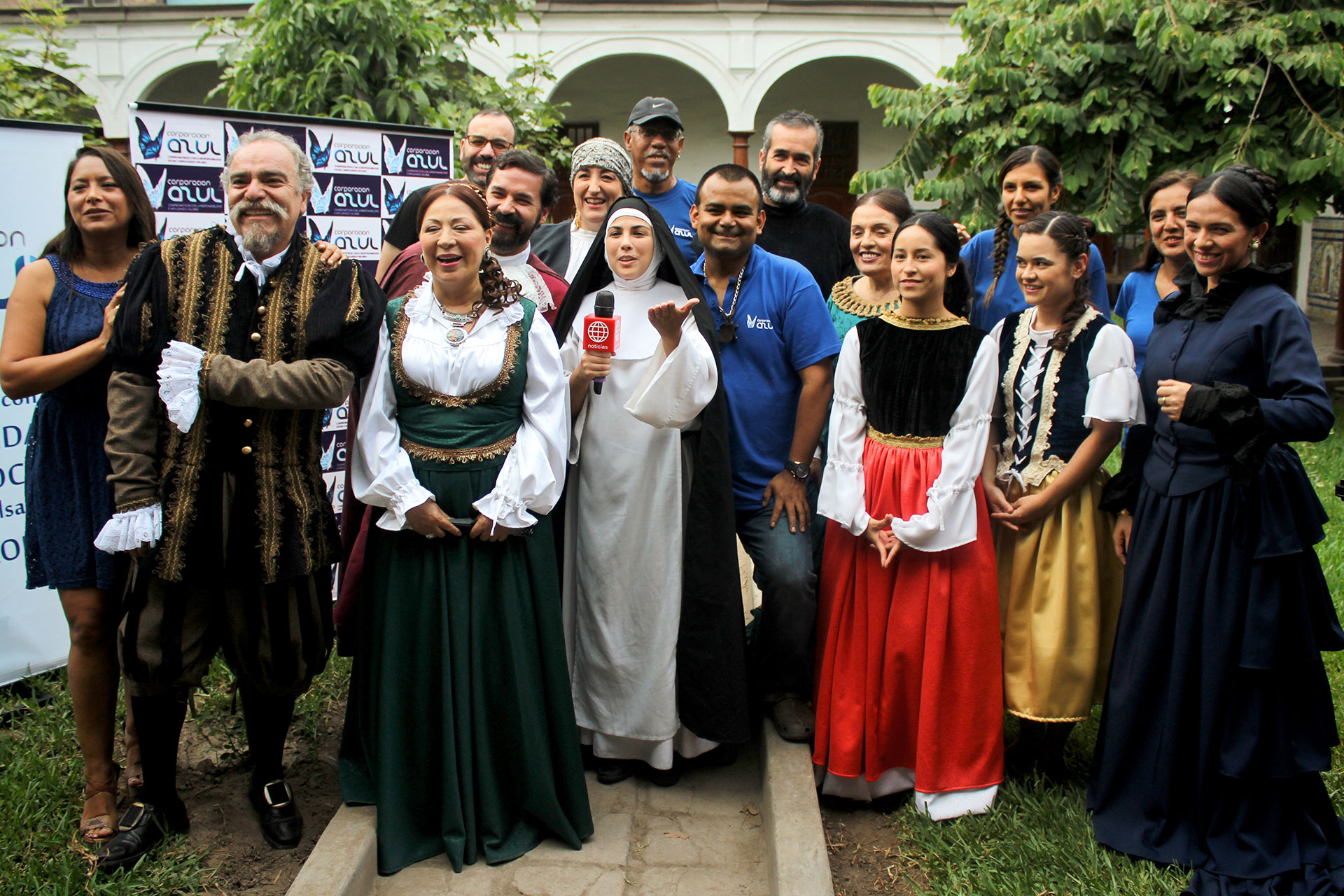
Elenco de la miniserie "Santa Rosa de Lima". 2017.

La miniserie sobre la vida de Santa Rosa de Lima (Isabel Flores de Oliva) fue filmada en la ciudad de Lima en 2017. Es una coproducción de EWTN (Eternal Word Television Network) y la empresa peruana Azul Corporación. Forma parte de la Segunda Temporada de la “Serie de los Santos Peruanos”.
El guion se distingue por mantener la fidelidad de los testimonios consignados en los documentos originales del proceso de beatificación y canonización de Santa Rosa de Lima que datan del siglo XVII, conservados en el Archivo Arzobispal de Lima.
Se filmó en escenarios históricos y claustros de los conventos más antiguos de la ciudad. Fue realizada originalmente en español y luego doblada al inglés. El guion y la dirección estuvieron a cargo del cineasta peruano-español Rubén Enzian Rodríguez.

## Estreno
Se estrenó en agosto del 2018 a través de las plataformas de la cadena de televisión estadounidense EWTN (Eternal Word Television Network).

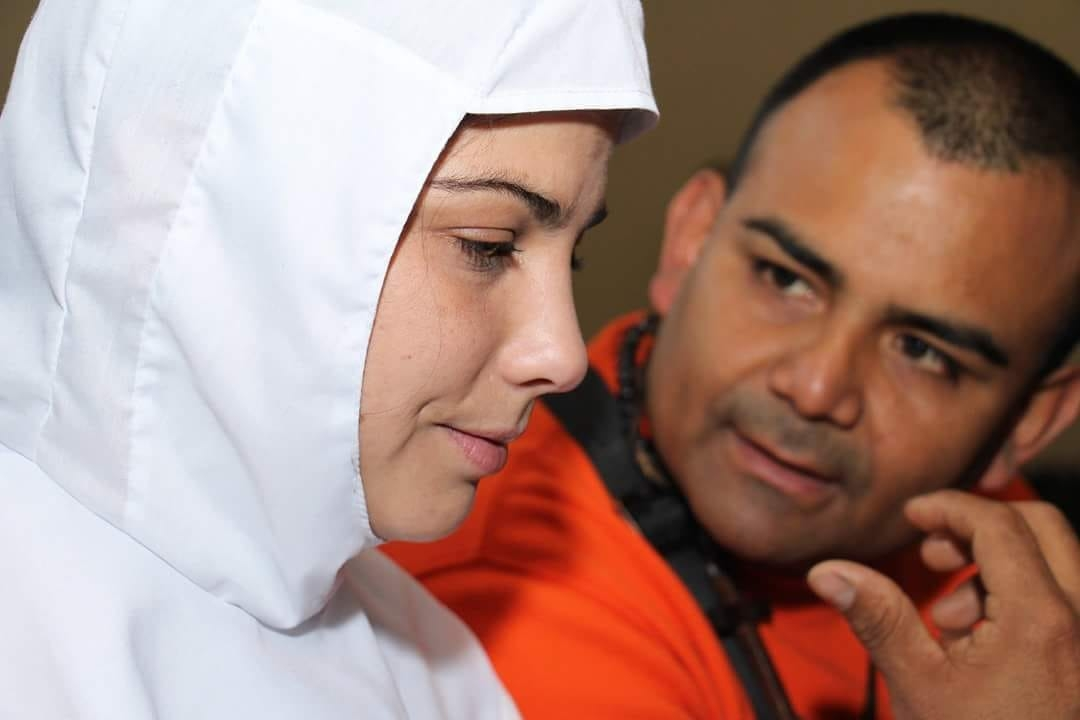
Actriz Milagros López Arias, quien protagoniza el papel de Santa Rosa de Lima (Isabel Flores de Oliva), con el director Rubén Enzian Rodríguez, durante el rodaje de la miniserie. Lima, 2017.

## Capítulos
- Capítulo 1: Revelación Divina – Jardín Celestial (57:45)
- Capítulo 2: Las Heridas del Alma – El Maligno (50:43)
- Capítulo 3: Mística Doctora – El Purgatorio (49:58)
- Capítulo 4: Favores y Mercedes – Vida Consagrada (52:03)
- Capítulo 5: La Alegría de Vivir – La Primera Flor de Santidad (54:44)

## Elenco
El papel de Santa Rosa de Lima es protagonizado por la actriz peruana Milagros López Arias y participan Gustavo Mac Lennan, Imma Heredia (España), Rafael Sánchez Mena, Cecilia Tosso, Luis Galli,  Ana María Estrada, Willy Noriega entre otros destacados actores.

## Premiación

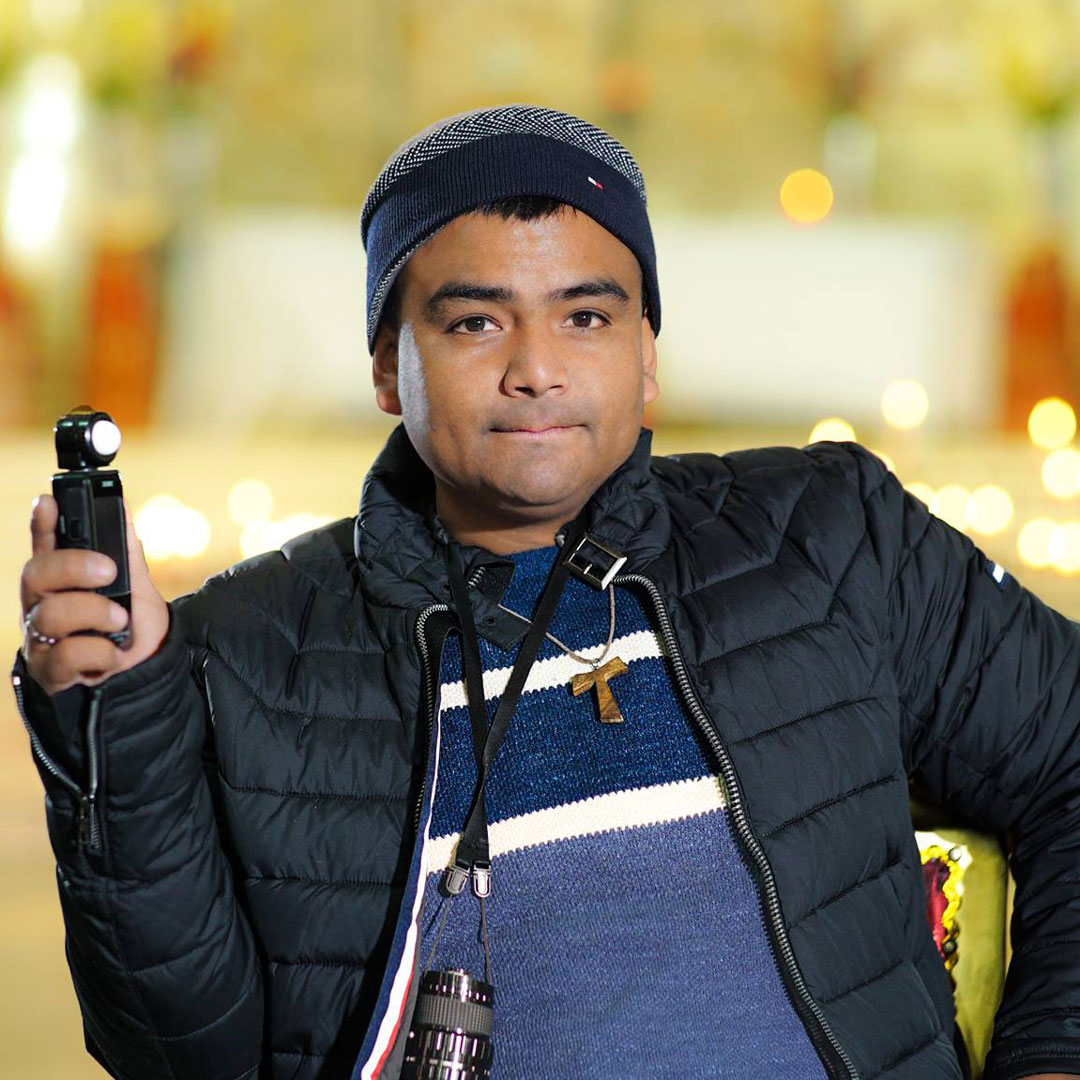
Rubén Enzian Rodríguez, director de la miniserie de "Santa Rosa de Lima".

Premio Latin ACE (Asociación de Cronistas de Espectáculos) Awards de Nueva York en el 2018 por la “Serie de los Santos Peruanos” como Mejor Programa Cultural del Año.